# Smiljko Sokol
Smiljko Sokol (Zagreb, 25. studenoga 1940. – Zagreb, 13. travnja 2023.), hrvatski pravnik, sveučilišni profesor, političar, bivši ministar, saborski zastupnik, sudac i predsjednik Ustavnog suda Republike Hrvatske. 

## Životopis
Diplomirao je na Pravnom fakultetu u Zagrebu 1964. Na istom fakultetu stekao znanstveni stupanj doktora pravnih znanosti iz područja ustavnog prava 1976. godine. Od 1965. radi na Pravnom fakultetu Sveučilišta u Zagrebu, najprije kao asistent, pa docent, izvanredni i redoviti profesor te predstojnik Katedre za ustavno pravo. Od 1983. do 1985. prodekan, a od 1989. do 1991. dekan Pravnog fakulteta Sveučilišta u Zagrebu.
Jedan od stručnih autora i član Ustavne komisije Sabora Republike Hrvatske i Ustavotvorne komisije Predsjedništva Republike Hrvatske te svih njihovih radnih skupina za izradu prvog Ustava Republike Hrvatske 1990. godine. Od 1990. sudjelovao na stručnom oblikovanju novog hrvatskog zakonodavstva u području javnog prava.
Od 1992. do 1993. godine bio je ministar bez lisnice u Vladi Republike Hrvatske, savjetnik predsjednika Republike Hrvatske za ustavnopravna pitanja, zastupnik u trećem sazivu Zastupničkog doma Hrvatskog sabora, potpredsjednik Odbora za Ustav, Poslovnik i politički sustav Zastupničkog doma Hrvatskog sabora.
Bio je sudac Ustavnog suda Republike Hrvatske od 1999. do 2007., a u razdoblju od 1999. do 2003. bio je i njegov predsjednik.
Autor osam knjiga iz područja ustavnog prava i političkih znanosti te više od 120 znanstvenih i stručnih radova. Redoviti član-utemeljitelj Akademije pravnih znanosti Hrvatske. Član Société de legislation comparé iz Pariza, Francuska, od 1985. Predavač i gost-predavač na više poslijediplomskih studija Pravnog fakulteta Sveučilišta u Zagrebu, Pravnog fakulteta Sveučilišta u Ljubljani i Fakulteta političkih znanosti Sveučilišta u Zagrebu. Organizator, predavač i sudionik brojnih znanstvenih i stručnih domaćih i međunarodnih savjetovanja, seminara i drugih skupova. Nositelj je državnih odlikovanja: Red hrvatskog pletera, Red Danice hrvatske s likom Ruđera Boškovića, Red hrvatskog trolista, Red kneza Trpimira s ogrlicom i Danicom.
Ostao je upamćen po izjavi da novac nije imovina. Tom izjavom je pokušao opravdati neprijavljenu ušteđevinu obitelji Tuđman.